# Jungo Yoshida
Jungo Yoshida (吉田 旬吾 Yoshida Jungo?,  Prefectura de Gunma, 4 de mayo) es un cantante y compositor japonés, afiliado a Victor Entertainment.

## Discografía

### Sencillos
- Aruiteikō (21 de noviembre de 2007)
  - Compuesta y escrita por Yoshida, con arreglos de Masanori Takumi. Fue usado como tema de cierre para el anime Rental Magica.
- Sekai yo Warae/Going (28 de mayo de 2008)
  - Compuestas y escritas por Yoshida, con arreglos de Masanori Takumi. Fueras usadas como tema de apertura y cierre para el anime Kyō Kara Maō!, respectivamente.
- Masshirona Negai (26 de noviembre de 2008)
  - Compuesta y escrita por Yoshida. Fue usada como tema principal para el CD drama de Kyō Kara Maō!.
- Taisetsu na Mono/Mienai Te to Te (17 de diciembre de 2008)
  - Compuestas y escritas por Yoshida, con arreglos de Masanori Takumi. Ambas canciones fueron usadas en Kyō Kara Maō!.

### Composiciones
- Palette (3 de junio de 2009)
  - Composición para la cantante Natsumi Kiyoura. Fue utilizada en el anime Ristorante Paradiso.
- Oyasumi (26 de noviembre de 2009)
  - Composición para Jun Fukuyama, producida por la discográfica FlyingDog.